# Lago El Bibane
El Lago El Bibane también escrito Bahiret el Bibane (en árabe: بحيرة البيبان) es una laguna ubicada en la región zarzis en el país africano de Túnez. El patrimonio de este humedal es reconocida internacionalmente por la convención Ramsar como Lago Biban. Se trata de una laguna costera situada a 10 km al norte de la ciudad de Ben Gardane (o  Bnqirdan), y a 20 km al sur de la ciudad de Zarzis. Con un área de hasta 27 mil hectáreas, es el lago más grande de la cuenca mediterránea.

## Geografía y cordón litoral
Posee una altura de entre 0 y 10 m sobre la superficie del mar. Es un cuerpo de agua costero grande, con una longitud de 32 km y unos 4 m de profundidad, que está parcialmente separada del mar Mediterráneo por un cordón litoral de 30 km  de largo y una anchura de 12 km.
Está comunicado con el Mediterráneo por un gran canal de 2 km de ancho, en el que se encuentran 9 islas, en la que se encuentran artes de pesca similares a las encañizadas.

## Fauna
Es rico en peces diferentes como dorada, mujol, sargo, lubina, salmonete, aguja, escualos, pez pipa, especies de rayas en peligro de extinción, etc y de nacras, como la Pinna nobilis. Es considerada una reserva natural de peces, así como de aves que la usan como destino de invierno.

## Praderas marinas
Las praderas marinas son de Zostera noltii, Cymodocea nodosa y, especialmente,  Posidonia mediterranea.

## Solo agricultura de secano
La agricultura de la zona es de secano, rodeado de desierto, siendo las lluvias muy escasas y las escorrentías prácticamente inexistentes.